# Marcelo Nascimento
Marcelo do Nascimento (Rio de Janeiro, 03 de maio de 1976), mais conhecido como Marcelo Nascimento, é um cantor, compositor, arranjador e produtor musical brasileiro, com trabalhos na música cristã contemporânea.
Durante a década de 1980 trabalhou como músico de apoio de artistas do cenário nacional.
Trabalhando como músico instrumentista e arranjador de discos desde a década de 80, formou uma dupla com o cantor Tuca Nascimento, chamada Irmãos Nascimento, lançando álbuns pela MK Music. Uma das coletâneas da dupla foi certificada com disco de ouro pela ABPD.
Foi indicado ao Troféu Talento e recebeu dois discos de ouro da ABPD, por vendas superiores a 100 e 50 mil cópias, de cada.
Em 25 de maio de 2011 assinou contrato com a Sony Music.

## Discografia
Com Tuca Nascimento (Irmãos Nascimento)
- 1999: Amor Incomparável
- 2002: Canta a vitória

Como cantor solo
- 1995: De todo meu coração
- 1997: Derrama tua glória
- 1999: Hoje eu sou feliz
- 2000: Meu é o tempo
- 2002: Marcelo Nascimento Canta Mattos Nascimento
- 2003: Com alegria
- 2004: Marcelo Nascimento e família
- 2005: Vitória Garantida
- 2006: 10 Anos de Louvor - Ao vivo Vol.1
- 2006: 10 Anos de Louvor - Ao vivo Vol.2
- 2007: Por mim
- 2008: Ao Vivo
- 2010: Sobre os Montes
- 2015: Prosperarei - Ao vivo

Singles
- 2018: Deus, Fala Comigo
- 2019: Sei que podes me ouvir

Coletâneas
- 2002: Coleção 2 CD's em 1 (com Rose Nascimento)
- 2008: Seleção de ouro

Videografia
- 2008: Ao Vivo

Como produtor ou músico convidado
- 1988: Resposta - J. Neto - baixo
- 1989: O Nome - J. Neto - baixo
- 1992: Nazareno - J. Neto - baixo